# Beauwelz
Beauwelz is een dorp in de Belgische provincie Henegouwen en een deelgemeente van de Waalse gemeente Momignies.
Beauwelz was een zelfstandige gemeente, tot die bij de gemeentelijke herindeling van 1977 toegevoegd werd aan de gemeente Momignies.

## Demografische ontwikkeling
- Bronnen:NIS, Opm:1831 tot en met 1970=volkstellingen